# Anchenoncourt-et-Chazel
Anchenoncourt-et-Chazel là một xã thuộc tỉnh Haute-Saône trong vùng Bourgogne-Franche-Comté phía đông nước Pháp.